# 四万十町西インターチェンジ
四万十町西インターチェンジ（しまんとちょうにしインターチェンジ）は、高知県高岡郡四万十町金上野（きんじょうの）にある、高知自動車道（窪川佐賀道路（窪川工区）・片坂バイパス）のインターチェンジである。
2005年（平成17年）に四万十町西IC - 黒潮拳ノ川ICが片坂バイパスとして事業化された。また、黒潮大方IC方面出入口のみのハーフインターチェンジであり、無料区間のため料金所は設置されていない。
計画および建設時の仮称は金上野インターチェンジ（きんじょうのインターチェンジ）だった。

## 歴史
- 2011年（平成23年）12月16日 : 名称が金上野インターチェンジから「四万十町西インターチェンジ」に正式決定[1]。
- 2018年（平成30年）11月17日 : 四万十町西IC - 黒潮拳ノ川IC間の開通に伴い供用開始[2]。

## 周辺
- 窪川運動場（金上野運動公園）

## 接続する道路
- 国道56号

## 料金所
- 無料区間のため、設置されていない。

## 隣
E56 高知自動車道（窪川佐賀道路（窪川工区）・片坂バイパス）
(19) 四万十町中央IC - （この間事業中） - (20) 四万十町西IC - (21) 黒潮拳ノ川IC